# Grijsrugvinkleeuwerik
De grijsrugvinkleeuwerik (Eremopterix verticalis) is een zangvogel uit de familie Alaudidae (leeuweriken).

## Verspreiding en leefgebied
Deze soort komt voor in zuidelijk Afrika en telt vier ondersoorten:
- E. v. khama: noordoostelijk Botswana, westelijk Zimbabwe en westelijk Zambia.
- E. v. harti: zuidwestelijk Zambia.
- E. v. damarensis: van westelijk Angola en zuidwestelijk Zambia tot westelijk Zuid-Afrika.
- E. v. verticalis: van zuidoostelijk Botswana en zuidwestelijk Zimbabwe tot zuidelijk Zuid-Afrika.

## Status
De grootte van de populatie is niet gekwantificeerd maar de soort wordt omschreven als algemeen en plaatselijk soms zeer talrijk. Op de Rode lijst van de IUCN heeft deze soort de status niet bedreigd.